# Richard Sallaba

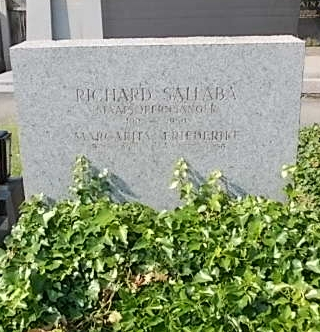
Grabstätte von Richard Sallaba

Richard Sallaba (* 23. November 1905 in Wien; † 2. Mai 1956 ebenda) war ein österreichischer Schauspieler sowie Opern- und Operettensänger (Tenor).

## Leben
Nach der Matura (Abitur) besuchte Sallaba die Wiener Musikakademie, wo er bei Rudolf Beer Schauspiel studierte und bei Zdenko Kestranek Sprechunterricht nahm. Von 1927 bis 1931 als Schauspieler am Wiener Volkstheater, er entschied sich dann für eine Sängerkarriere. Er bereiste mit einer Operettengruppe die Niederlande, Belgien und Westdeutschland, 1933–1934 Tätigkeit in Solothurn und von 1934 bis 1935 in Bern. Er war dann von 1936 bis 1945 Mitglied der Wiener Staatsoper und 1946 an der Wiener Volksoper. Vor allem konnte er im Buffofach reüssieren, sang 1941–1942 auch Operettenpartien am Berliner Metropoltheater, wirkte bei den Salzburger Festspielen (unter anderem war er 1938 in Fidelio zu sehen) und war auch als Gesangslehrer tätig.
Seine letzte Ruhestätte befindet sich auf dem Döblinger Friedhof (I1-5-6) in Wien.